# Zamek w Wysocku
Zamek w Wysocku – zamek wybudowany przez Jerzego Holsztańskiego Dąbrowickiego.

## Położenie
Wysock oblany wodami Horynia i jego odnogi Bałamutki, z drugiej rzeki Seretu, tworzy jakby wyspę, którą z dalszym przeciwległym lądem łączą mosty i groble. Na wyniosłej, jak się zdaje, ludzkimi rękami wysypanej górze, wznosi się dwór, dawnej zamek, i tej wyniosłości zawdzięcza miejsce swą nazwę.

## Właściciele
Początkowo własność ruskich książąt dąbrowickich. Wśród nich znany w dziejach jest Hleb Jurowicz, książę dąbrowicki, prawnuk Michała Świętopełka, który brał udział w głośnej bitwie jerelskiej Światosława Wszełowodowicza, w. ks. kijow. nad połowieckim kn. Kobiakiem. Drugi kniaź Aleksander Wsiewołodowicz Dąbrawicki stał się nie mniej sławnym wskutek chlubnego zgonu swego w bitwie nad rzeką Kałką. Z podbiciem Rusi przez Mongołów poznikały dzielnice nadhoryńskie i dopiero gdy z koleją czasu Litwa, wypędziwszy Tatarów, stała się po nich spadkobierczynią krajów ruskich, znowu znikłe nadhoryńskie grody dźwigać się zaczynają. W XV wieku Dąbrowica jest już własnością koronną, którą z ręki hospodara rządzili namiestnicy. Wiemy, że takim namiestnikiem w 1467 był tu Timofiej Władymirowicz kn. Massalski, okolniczy smoleński. Wkrótce potem włość tę z hospodarskiego daru otrzymali ks. Olgimuntowiczowie Holszańscy. Włość ta była kolosalnie wielką, zajmowała cały obszar dawniejszego ks. dąbrowickiego, składała się bowiem z tzw. „dzwonu” dąbrowickiego (tu wyraz „dzwon” zbiega się ze znaczeniem parafii, klucza), ze Stolina, Sechów (dziś Tomaszogrodu), Strzelska, Kurasza i Wysocka. Niedostaje nam wiadomości, którego z kn. Holszańskich łaska hospodarska obdarzyła temi dobrami i do jakiego roku mianowicie nadanie to odnieść należy...

## Historia
Książę Jerzy (Juri) Holsztyński Dąbrowicki wybrał mieszkanie w tutejszym zamku, który najprawdopodobniej wybudował. Nazwał go Wyszogrodem, ponieważ był postawiony na wyniosłym miejscu lub też może przez reminiscencje owych znanych historycznie grodów dzielnicowych, które kwitły za Waregskiej Rusi. Książę Jerzy Holsztyński Dąbrowicki zamek w Wysocku zapisał swojej żonie w testamencie sporządzonym przy świadkach na zamku w Wysocku (Wyszogradzie) w 1573 r. Kolejny właścicielem był Bohdan, książę Sołomarecki, herbu Rawicz. Jego syn Iwan został przez pomyłkę otruty przez swoją matkę, której nie podobała się jego znajomość z eremitą Mołodem, zamieszkałym w leśnej pustelni, niedaleko od Wysocka. Kiedy młody książę zaprosił eremitę na zamek, księżna przygotowała smakowitą potrawę, lecz eremita odmówił jej zjedzenia. Młody książę siedzący przy stole obok pustelnika potrawę pochwycił i spożył. Strawa była zatruta i księżna zamiast eremity otruła swojego syna.
W 1640 r. pożar zniszczył zamek i znajdujące się w nim archiwum domowe książąt Dąbrowieckich i Sołomareckich. Na odbudowanym zamku 1 lutego 1646 r. był uczyniony dział dóbr spadkowych, pomiędzy czterema siostrami ks. Jana Władysława Sołomarecki, który zmarł bezdzietnie w 1640 r. Annie Engracyi żonie Henryka Kaszowskiego, kasztelana wendeńskiego przypadły miasto i zamek. W 1654 r. Tatarzy zdobyty zamek obrócili w perzynę, a kasztelana Kaszowskiego wraz z żoną uprowadzili na Krym. Kasztelan Kaszowski wróciwszy z niewoli zamku przez Tatarów zrównanego nie odbudował. Kopiąc pod posadzką tego zamku, w późniejszych czasach, natrafiono na ogrom ludzkich czaszek i szkieletów. Późniejszy dziedzic miejsca pisał, że postawiwszy dom, wzniósł go na ludzkiej Golgocie.

## Architektura, wyposażenie
Lustracja z 20 stycznia 1774 r. tak podaje: do zamku wiódł most na fosie tenże zamek opasujący. Zamek składał się z kilku budynków tj. głównej rezydencji i oficyny. W głównej rezydencji okna były w ołów oprawione i piece z kafli zielonych. Dalej kuchnia, lodownia, rybnik na suszone ryby, stajnia i nad odnoga browar piwny.